# UCI World Tour 2015
L'UCI World Tour 2015 è la quinta edizione del circuito organizzato dall'UCI, che sostituisce il vecchio calendario mondiale.
Ad imporsi nella graduatoria finale fu, per il secondo anno consecutivo, lo spagnolo Alejandro Valverde in forza alla Movistar Team, la quale si aggiudicò la classifica a squadre.

## Squadre
Le squadre che vi partecipano sono diciassette, rappresentanti dodici diversi Paesi.
| Cod. | Squadra                | Biciclette  | Gruppo     | Ruote |
| ---- | ---------------------- | ----------- | ---------- | ----- |
| ALM  | AG2R La Mondiale       | Focus       | SRAM       |       |
| AST  | Astana Pro Team        | Specialized | Campagnolo |       |
| BMC  | BMC Racing Team        | BMC         | Shimano    |       |
| EQS  | Etixx-Quick Step       | Specialized | Shimano    |       |
| FDJ  | FDJ                    | Lapierre    | Shimano    |       |
| IAM  | IAM Cycling            | Scott       | Shimano    |       |
| LAM  | Lampre-Merida          | Merida      | Shimano    |       |
| LTS  | Lotto Soudal           | Ridley      | Campagnolo |       |
| MOV  | Movistar Team          | Canyon      | Campagnolo |       |
| OGE  | Orica-GreenEDGE        | Scott       | Shimano    |       |
| TCG  | Team Cannondale-Garmin | Cannondale  | Shimano    |       |
| TGA  | Team Giant-Alpecin     | Giant       | Shimano    |       |
| KAT  | Team Katusha           | Canyon      | Shimano    |       |
| TLJ  | Team Lotto NL-Jumbo    | Bianchi     | Shimano    |       |
| SKY  | Team Sky               | Pinarello   | Shimano    |       |
| TCS  | Tinkoff-Saxo           | Specialized | Shimano    |       |
| TFR  | Trek Factory Racing    | Trek        | Shimano    |       |

## Calendario
Gli organizzatori hanno confermato 27 prove dell'anno precedente. L'unica gara non riconfermata è il Tour of Beijing così che il Giro di Lombardia, da disputarsi il 4 ottobre 2015, diventa la prova conclusiva dell'UCI World Tour 2015. 
| Corsa | Data                   | Evento                                 | Vincitore          | Squadra            | Leader della Cl. mondiale |
| ----- | ---------------------- | -------------------------------------- | ------------------ | ------------------ | ------------------------- |
| 1     | 20-25 gennaio          | Tour Down Under (2015)                 | Rohan Dennis       | BMC Racing Team    | Rohan Dennis              |
| 2     | 8-15 marzo             | Paris-Nice (2015)                      | Richie Porte       | Team Sky           | Richie Porte              |
| 3     | 11-17 marzo            | Tirreno-Adriatico (2015)               | Nairo Quintana     | Movistar Team      | Richie Porte              |
| 4     | 22 marzo               | Milano-Sanremo (2015)                  | John Degenkolb     | Team Giant-Alpecin | Richie Porte              |
| 5     | 23-29 marzo            | Volta Ciclista a Catalunya (2015)      | Richie Porte       | Team Sky           | Richie Porte              |
| 6     | 27 marzo               | E3 Harelbeke (2015)                    | Geraint Thomas     | Team Sky           | Richie Porte              |
| 7     | 29 marzo               | Gand-Wevelgem (2015)                   | Luca Paolini       | Team Katusha       | Richie Porte              |
| 8     | 5 aprile               | Giro delle Fiandre (2015)              | Alexander Kristoff | Team Katusha       | Richie Porte              |
| 9     | 6-11 aprile            | Vuelta al País Vasco (2015)            | Joaquim Rodríguez  | Team Katusha       | Richie Porte              |
| 10    | 12 aprile              | Parigi-Roubaix (2015)                  | John Degenkolb     | Team Giant-Alpecin | Richie Porte              |
| 11    | 19 aprile              | Amstel Gold Race (2015)                | Michał Kwiatkowski | Etixx-Quick Step   | Richie Porte              |
| 12    | 22 aprile              | Freccia Vallone (2015)                 | Alejandro Valverde | Movistar Team      | Richie Porte              |
| 13    | 26 aprile              | Liegi-Bastogne-Liegi (2015)            | Alejandro Valverde | Movistar Team      | Alejandro Valverde        |
| 14    | 28 aprile-3 maggio     | Tour de Romandie (2015)                | Il'nur Zakarin     | Team Katusha       | Alejandro Valverde        |
| 15    | 9-31 maggio            | Giro d'Italia (2015)                   | Alberto Contador   | Tinkoff-Saxo       | Alejandro Valverde        |
| 16    | 7-14 giugno            | Critérium du Dauphiné (2015)           | Chris Froome       | Team Sky           | Alejandro Valverde        |
| 17    | 13-21 giugno           | Tour de Suisse (2015)                  | Simon Špilak       | Team Katusha       | Alejandro Valverde        |
| 18    | 4-26 luglio            | Tour de France (2015)                  | Chris Froome       | Team Sky           | Alejandro Valverde        |
| 19    | 1º agosto              | Clásica San Sebastián (2015)           | Adam Yates         | Orica-GreenEDGE    | Alejandro Valverde        |
| 20    | 2-8 agosto             | Tour de Pologne (2015)                 | Jon Izagirre       | Movistar Team      | Alejandro Valverde        |
| 21    | 10-16 agosto           | Eneco Tour (2015)                      | Tim Wellens        | Lotto-Soudal       | Alejandro Valverde        |
| 22    | 23 agosto              | Vattenfall Cyclassics (2015)           | André Greipel      | Lotto-Soudal       | Alejandro Valverde        |
| 23    | 22 agosto-13 settembre | Vuelta a España (2015)                 | Fabio Aru          | Astana Pro Team    | Alejandro Valverde        |
| 24    | 30 agosto              | Grand Prix de Ouest-France (2015)      | Alexander Kristoff | Team Katusha       | Alejandro Valverde        |
| 25    | 11 settembre           | Grand Prix Cycliste de Québec (2015)   | Rigoberto Urán     | Etixx-Quick Step   | Alejandro Valverde        |
| 26    | 13 settembre           | Grand Prix Cycliste de Montréal (2015) | Tim Wellens        | Lotto-Soudal       | Alejandro Valverde        |
| 27    | 4 ottobre              | Giro di Lombardia (2015)               | Vincenzo Nibali    | Astana Pro Team    | Alejandro Valverde        |

## Classifiche
Risultati finali.
| Pos. | Corridore          | Squadra  | Punti |
| ---- | ------------------ | -------- | ----- |
| 1    | Alejandro Valverde | Movistar | 675   |
| 2    | Joaquim Rodríguez  | Katusha  | 474   |
| 3    | Nairo Quintana     | Movistar | 457   |
| 4    | Alexander Kristoff | Katusha  | 453   |
| 5    | Fabio Aru          | Astana   | 448   |
| 6    | Chris Froome       | Sky      | 430   |
| 7    | Alberto Contador   | Tinkoff  | 407   |
| 8    | Greg Van Avermaet  | BMC      | 324   |
| 9    | Alberto Rui Costa  | Lampre   | 324   |
| 10   | Thibaut Pinot      | FDJ      | 319   |

| Pos. | Squadra            | Punti |
| ---- | ------------------ | ----- |
| 1    | Movistar Team      | 1 619 |
| 2    | Team Katusha       | 1 606 |
| 3    | Team Sky           | 1 378 |
| 4    | Etixx-Quick Step   | 1 158 |
| 5    | Astana Pro Team    | 1 106 |
| 6    | BMC Racing Team    | 1 010 |
| 7    | Tinkoff-Saxo       | 929   |
| 8    | Orica-GreenEDGE    | 845   |
| 9    | Lotto-Soudal       | 832   |
| 10   | Team Giant-Alpecin | 769   |

| Pos. | Nazione       | Punti |
| ---- | ------------- | ----- |
| 1    | Spagna        | 1 945 |
| 2    | Italia        | 1 106 |
| 3    | Colombia      | 1 099 |
| 4    | Gran Bretagna | 1 041 |
| 5    | Belgio        | 905   |
| 6    | Francia       | 881   |
| 7    | Paesi Bassi   | 848   |
| 8    | Australia     | 777   |
| 9    | Germania      | 587   |
| 10   | Norvegia      | 453   |